# Vlaka (Slivno)
Vlaka falu Horvátországban, Dubrovnik-Neretva megyében. Slivno község központi települése.

## Fekvése
Makarskától légvonalban 52, közúton 69 km-re délkeletre, Pločétől légvonalban 10, közúton 17 km-re délkeletre, Neretva völgyének alsó részén, a Kis-Neretva bal partján fekszik.

## Története
A második világháborút követően megindult a Neretva deltavidékének meliorációja, mely még ma sem fejeződött be teljesen. A mocsártól visszahódított területen intenzív mezőgazdasági művelés folyik, főként mandarin, szőlő, füge és olajfaültetvények találhatók. A Kis-Neretva és a tengerpart mentén több új település is létrejött, miközben a régi, magasabban fekvő települések kiürültek. Ezek egyike volt a mai Vlaka, mely csakhamar a térség központi településévé vált. 1966-ban Slivno Ravnoról a plébánia is ide költözött, miután az 1963-ban az egyház házat vásárolt a településen, melyet kápolnának rendeztek be. A plébániát a kápolna emeletén alakították ki. Ennek a helyén építették fel 1990-ben az új plébániatemplomot. A településnek 2011-ben 294 lakosa volt, akik főként a mezőgazdaságból éltek.

## Népesség
| Lakosság változása | Lakosság változása | Lakosság változása | Lakosság változása | Lakosság változása | Lakosság változása | Lakosság változása | Lakosság változása | Lakosság változása | Lakosság változása | Lakosság változása | Lakosság változása | Lakosság változása | Lakosság változása | Lakosság változása | Lakosság változása |
| ------------------ | ------------------ | ------------------ | ------------------ | ------------------ | ------------------ | ------------------ | ------------------ | ------------------ | ------------------ | ------------------ | ------------------ | ------------------ | ------------------ | ------------------ | ------------------ |
| 1857               | 1869               | 1880               | 1890               | 1900               | 1910               | 1921               | 1931               | 1948               | 1953               | 1961               | 1971               | 1981               | 1991               | 2001               | 2011               |
| 0                  | 0                  | 0                  | 0                  | 0                  | 0                  | 0                  | 0                  | 14                 | 18                 | 29                 | 49                 | 114                | 158                | 302                | 294                |

## Nevezetességei
A Gyógyító boldogasszony templomot 1990-ben építették Josip Sponar Muth tervei szerint. Belső terét Marina Hren tervezte. Az építés 1989-től 1990-ig tartott, felszentelése 1990. július 1-jén történt. Földszintjén a plébániahivatal és a pasztorális helyiségek, felül pedig a templom található. A helyén korábban egy ugyanilyen titulusú kápolna volt. A földszintes házat 1963-ban vásárolta az egyház és kápolnának rendezte be azok részére, akik elhagyták régi hegyi településeiket és a Kis-Neretva partján telepedtek le. 1966-ban a kápolnára emeletet húztak és itt volt a plébániahivatal egészen 1989-ig, amikor a mai templom építése előtt lebontották.

## Gazdaság
A település gazdaságának alapját a mezőgazdaság adja. A második világháborút követő vízrendezési munkák során nagy területeket hódítottak el a Neretva deltavidékét elfoglaló mocsártól, ahol intenzív mezőgazdasági termelés indult meg. Ezen a területen ma kiterjedt mandarin, szőlő, füge és olajfaültetvények találhatók.